# Смес от подправки
Смесите от подправки най-често представляват стрити на прах смески от различни подправки, които се използват като готов набор за бързо овкусяване на кулинарен продукт (супа, основно ястие, салата, сос, консерва и др.) и постигане на еднакъв с традиционни качества вкус.
Най-популярната смес от подправки в България е шарена сол, а в световен мащаб това е кърито.
Интересно е да се отбележи, че в света е популярна европейската (или така наречена британска) форма на тази смеска, която почти няма нищо общо с традиционното къри, което е индийска или индустанска – включваща всички страни от Индустан (Индия, Пакистан, Непал, Бангладеш, Шри Ланка) смес от подправки. Най-популярната разновидност на къри е арабската смеска, позната като бахарат (baharat) и включваща 10 различни подправки.
Друга популярна в световен мащаб смеска, която също е загубила оригиналната си рецепта и има различни разновидности, е арабската масала. Има различни рецепти от миксове на тази подправка, като в България е най-позната т.нар. арабска масала, която всъщност е по-популярна в неарабските или близкоизточните страни (Индия, Турция, Сирия, Иран). А същинската арабска масала в България е наричана африканска масала (с произход от северноафриканските арабски страни – Мароко, Либия, Египет и т.н.)